# Antabamba (tỉnh)
Tỉnh Antabamba (tiếng Tây Ban Nha: Provincia de Antabamba) là một tỉnh thuộc vùng Apurímac của Peru. Tỉnh Antabamba có diện tích 3219 km², dân số thời điểm theo điều tra dân số ngày 11 tháng 7 năm 1993 là 12462 người. Tỉnh lỵ đóng ở Antabamba.